# Kee Chan
Edward Kee Wah Chan (* in Singapur) ist ein singapurischer Schauspieler.

## Leben
Geboren in Singapur besuchte Kee die St. Andrews School und ging anschließend für zwei Jahre zum Militär. Nach Ende des Dienstes arbeitete er als Flugbegleiter bei der staatlichen Fluggesellschaft Singapore Airlines. Nach Umzug nach Australien entschloss er sich, eine Laufbahn als Schauspieler einzuschlagen. Einem zögerlichen Start in kleineren Rollen im australischen Fernsehen folgte 1998 die Rolle des Fedallah in der Fernsehserie Moby Dick. Ein weiterer Auftritt in Mission: Impossible II führte 2005 zur Rolle des Senators Malé-Dee in George Lucas Star Wars: Episode III – Die Rache der Sith. Weitere Film- und Fernsehauftritte schlossen sich, sein Schaffen umfasst mehr als 35 Produktionen.
Kee lebt heute in Hollywood, Kalifornien.

## Filmografie
- 1992: Überleben in Malaysia (Turtle Beach)
- 1993: Singapore Sling (Fernsehfilm)
- 1993: Ein schräger Vogel (Frauds)
- 1993: Doppeltes Spiel (The Custodian)
- 1994: Signal One
- 1994: Talk
- 1996: Water Rats – Die Hafencops (Water Rats) (Fernsehserie)
- 1997: Ocean Girl (Fernsehserie)
- 1997: Love in Ambrush
- 1998: Moby Dick (Fernsehserie)
- 1998: Wildside (Fernsehserie)
- 1999: Change in Heart
- 2000: Tales of the South Seas (Fernsehserie)
- 2000: Mission: Impossible II
- 2002: Flatland (Fernsehserie)
- 2002: Counterstrike (Fernsehfilm)
- 2004: Love on the Side
- 2005: Star Wars: Episode III – Die Rache der Sith (Star Wars: Episode III – Revenge of the Sith)
- 2009: Ved verdens ende
- 2010: Sea Patrol (Fernsehserie)
- 2014: Mythica – Weg der Gefährten (Mythica: A Quest for Heroes)
- 2016: Red Dog – Mein treuer Freund (Red Dog: True Blue)
- 2018: Mortal Engines: Krieg der Städte (Mortal Engines)
- 2019: The Twentieth Century